# Джордж (озеро, США)
Джордж (англ. Lake George) — озеро в штате Нью-Йорк, США, в Большой Долине у юго-восточного подножья горного хребта Адирондак. Площадь водосборного бассейна — 603 км². Высота над уровнем моря — 97 м.
На озере расположен город Лейк-Джордж.
Из северной оконечности озера Джордж вытекает короткая и очень бурная река La Chute, на шести километрах своей длины имеющая перепад высот более 70 метров и впадающая затем в озеро Шамплейн. Таким образом, озеро относится к бассейну реки Святого Лаврентия.
На озере находится популярный летний курорт — деревня Лейк-Джордж. При постоянном населении района в несколько тысяч человек, летом на озере отдыхают до 50 тысяч человек.
Озеро длинное и узкое, вытянуто с юга на север, его длина — более 50 км, ширина — от 1,7 до 4,8 км в самом широком месте. Площадь озера составляет 114 км², наибольшая глубина — 76 метров.
Вода озера очень чистая и пригодна для питья (класс АА по классификации штата Нью-Йорк)
Озеро питается водами 141 источника, которые дают 55 % от поступающей в озеро воды; 27 % приходятся на осадки и 18 % на грунтовые воды.
Колебания уровня зеркала воды невелики, максимальное изменение уровня в 2013 году — менее 10 см.
Первый европеец, добравшийся до озера в 1609 году, Шамплен, отметил озеро в своих записях, но не дал ему никакого названия.
В 1646 году французский миссионер-иезуит Исаак Жог дал озеру название фр. Lac du Saint Sacrement. В нескольких километрах к северу от озера находится исторический французский форт Тикондерога, контролировавший волок между озером Джордж и расположенным севернее озером Шамплейн.
Озеро является местом действия романа «Последний из могикан» Фенимора Купера. В романе озеро фигурирует под именем Хорикэн, поскольку Купер не хотел использовать французское название озера, а индейское название — Andiatarocte показалось ему слишком сложным.
В результате франко-индейской войны озеро перешло к англичанам и получило своё нынешнее название в честь короля Георга II.